# Arpichordum
Arpichordum est le nom d'un registre (ou jeu) de clavecin.
Le dispositif est une adjonction au registre principal ; il consiste en une réglette coulissant le long du sillet et comportant autant de crochets métalliques qu'il y a de cordes. En déplaçant la réglette, on peut mettre les crochets en contact avec les cordes, modifiant ainsi la sonorité. 
Le procédé est identique à celui du jeu de luth - dans celui-ci, ce sont des blocs de feutre qui viennent s'appliquer contre les cordes et en étouffent le son.
Bien que l'origine du nom soit la même, il ne faut pas confondre avec l'arpicordo qui est un petit virginal.